# Кобаяси, Пётр Ариката
Пётр Ариката Кобаяси (22 сентября 1909 года, Кобе, Япония — 31 июля 1999 года, Сендай, Япония) — католический прелат, епископ Сендая с 21 февраля 1954 года по 24 января 1976 год.

## Биография
21 марта 1935 года Пётр Ариката Кобаяси был рукоположен в священника.
21 февраля 1954 года Римский папа Пий XII назначил Петра Арикату Кобаяси епископом Сендая. 3 мая 1954 года состоялось рукоположение Петра Ариката Кобаяси в епископа, которое совершил кардинал Максимильен де Фюрстенберг в сослужении с кардиналом Павлом Ёсигоро Тагути и архиепископом Нагасаки Павлом Айдзиро Ямагути.
Участвовал в работе I, II, III и IV сессиях Второго Ватиканского собора.
24 января 1976 года Пётр Ариката Кобаяси вышел в отставку. Скончался 31 июля 1999 года в городе Сендай.